# Ron Jeremy
Ronald Jeremy Hyatt (rođen 12. ožujka 1953.) bivši je američki pornografski glumac, filmaš, glumac i stand-up komičar.
Nadimka "Jež", Jeremy je od strane AVN-a stavljen na 1. mjesto njihove liste "50 najvećih porno zvijezda svih vremena". Jeremy se također pojavio u brojnim ne-pornografskim medijskim nastupima, a redatelj Scott J. Gill snimio je dokumentarni film o njemu i njegovom naslijeđu, Porn Star: The Legend of Ron Jeremy, koji je objavljen 2001. godine.
Više od desetak žena javno je optužilo Jeremyja za seksualni napad tijekom njegove aktivne porno karijere i nakon nje. Nekoliko navoda odnosi se na njegove nastupe na konvencijama fanova, navodeći da bi pipao i ubacivao prste u sudionike bez njihova pristanka. U lipnju 2020. Jeremy je optužen za četiri slučaja silovanja i seksualnog napada koji su uključivali četiri žene, a u kolovozu 2020. za još 20 slučajeva silovanja ili seksualnog napada u razdoblju od 16 godina od 2004. do 2020. u koje je bilo uključeno 12 žena i 15-godišnja djevojčica. Ukupno, Jeremyju prijeti 250-godišnja zatvorska kazna.

## Rani život
Ronald Jeremy Hyatt rođen je u Queensu u New Yorku u židovskoj obitelji srednje klase iz Rusije i Poljske.  Njegov otac Arnold (rođen 1918.) bio je fizičar, a majka urednica knjiga koja je tijekom Drugog svjetskog rata služila u OSS- u jer je tečno govorila njemački i francuski jezik.

## Pornografska filmska karijera
Jeremy je napustio učiteljsku profesiju (nazvao ga je svojim "asom u rupi ") kako bi pokušao ostvariti legitimnu glumačku karijeru na Broadwayu. Rekao je da je tada saznao kako je biti slomljen, ne zarađujući novac kao glumac koji je "ogladnio izvan Broadwaya ". Jeremy je ubrzo pronašao posao poziranja za Playgirl nakon što je njegova tadašnja djevojka tom poznatom magazinu poslala njegovu fotografiju. Jeremy je ovu priliku iskoristio kao odskočnu dasku za filmsku industriju za odrasle, što je smatrao pouzdanim sredstvom za izdržavanje.
Jeremy je svoje ime i srednje ime počeo profesionalno koristiti u industriji za odrasle nakon što su ga baku Rose gnjavili ljudi na telefon nazivajući je misleći da njega zovu. Rose, koja je u to vrijeme bila navedena u imeniku R. Hyatt, obožavateljice i obožavatelji koji su vidjeli Jeremyja u Playgirlu navodno su gnjavili u svako doba. "Morala se iseliti iz stana na mjesec dana", rekao je. "Otac mi je rekao: 'Ako želiš upasti u ovaj goli, ludi posao, neka tako bude, ali ako ponovno budeš koristio prezime, ubit ću te.'" Brzo je profesionalno prestao koristiti svoje prezime iz straha da ne osramoti svoju obitelj.
Jeremy je nadimak "Jež" dobio od kolege porno glumca Williama Margolda 1979. godine nakon situacije na snimanju porno filma Olimpijska groznica. Jeremy je doletio iz New Yorka na snimanje filma. Očekujući toplo kalifornijsko vrijeme, odjenuo je samo majicu i kratke hlače i nije ponio dodatnu odjeću. Tijekom duge vožnje motociklom do seta za snimanje, smještenog u blizini jezera Arrowhead, u kalifornijskim planinama, vrijeme se pogoršalo do mećave, što ga je ohladilo gotovo do točke hipotermije. Po dolasku na set, Jeremyja su odmah odveli da se utopli pod vrućim tušem. Kad je završio, koža mu je poprimila ružičastu boju od ekstremnih temperatura, a sve su mu se i inače brojne dlake na tijelu nakostriješile. Margoldov komentar kad je u tom trenutku vidio Jeremyja bio je "Ti si jež, prijatelju. Hodajući jež koji govori." Suprotno uvriježenom mišljenju, nadimak nije imao nikakve veze s njegovom težinom, jer je u to vrijeme bio prilično fizički spreman.
Jeremy je naveden u Guinnessovoj knjizi svjetskih rekorda za "Najviše pojavljivanja u filmovima za odrasle"; njegov unos u Internet bazu filmova za odrasle nabraja više od 2000 filmova u kojima je nastupio i dodatnih 285 filmova koje je režirao.  Usporedbe radi, John Holmes, sljedeća najbolje rangirana muška zvijezda na AVN listi od Top 50 porno zvijezda, ima samo 384 glumačka angažmana navedena na IAFD-u.
Jedna šala koja je u to vrijeme kružila u porno industriji bila je "perverzna djela koja neke glumice ne žele izvoditi bile su bestijalnost, sado-mazohizam i seks s Jeremyjem", jer je imao netipičan izgled za porno zvijezdu.

## Nepornografski nastupi

### Film
Izvan filmske industrije za odrasle, Jeremy je radio kao "specijalni savjetnik" za film 9½ tjedana iz 1986. godine. Pojavljuje se u horor filmu Oni grizu iz 1996. godine u ulozi u filmu-unutar-filma (Invazija ribojebača) – još jednom horor filmu, obojica u istom stilu kao Humanoidi iz dubina. Također je bio savjetnik za film Boogie Nights iz 1997. – koji je zabilježio pojavu izmišljene porno zvijezde Dirka Digglera (Mark Wahlberg, labavo zasnovan na životu porno zvijezde Johna Holmesa, koji je bio Jeremyev suradnik) – i film Potjera, u kojem ima malu kamo kao kamerman za vijesti. Glumio je čudovište "Blisterface" u ABC-ovoj dječjoj emisiji Bone Chillers. Ron se također pojavio u 1999 filmu The Boondock Saints, igrao barmena u filmu iz 2002. Spun te je glumio 2003. godine u filmu Zombiegeddon. Bio je statist u Istjerivačima duhova, glumio je spikera muškog striptiz kluba u Detroit Rock Cityju, a imao je i ulogu u filmu Killing Zoe i u porno parodiji Orgazmo. Uz to, pojavio se u nekoliko produkcija u izdanju tvrtke Troma Entertainment, poput Terror Firmer, Citizen Toxie: The Toxic Avenger IV i Poultrygeist.
Bio je tema dugometražnog biografskog dokumentarnog filma Porn Star: Legenda o Ronu Jeremyju, objavljenog 2001. godine, a distributeri su ga na veliko distribuirali na DVD-u. Iste godine nakratko je viđen na DVD-u Digitalna povezanost heavy metal grupe Fear Factory. 2003. godine Jeremy se pojavio i u komediji Biti Ron Jeremy, parodiji filma Biti John Malkovich kojem je i posudio svoje ime. Jeremy je čest sugovornik u dokumentarnim filmovima o porno industriji ili srodnim temama poput u filmu Fuck: A Fuckumentary.
Bio je zvijezda spota „The Plot to Bomb the Panhandle” grupe A Day to Remember u 2007., pjesme s njihovog albuma pod nazivom For Those Who Have Heart. 2007. godine pojavio se u komičnom filmu Finishing the Game kao on sam. Jeremy je glumio 2008. i u erotskom horor filmu I Am Virgin, koji je objavljen 2010.
Jeremy ima kameo u filmu Crank: High Voltage, glumeći sebe kao prosvjednika bijesnog zbog niskih plaća koje dobivaju porno zvijezde. Još jedan kameo iz 2009. bio je u filmu Stripper: Natasha Kizmet. Ponovno se pojavljuje kao on sam u izdanju One-Eyed Monster, parodiji horor filma iz 2009. godine utemeljenog na pretpostavci da vanzemaljska sila preuzima Jeremyjev penis i počinje ubijati ljude u šumi.
Jeremy je glavni antagonist / vlasnik lige u sportskoj komediji Tetherball: The Movie, a pojavio se u vestern komediji Big Money Rustlas s Insane Clown Posseom 2010. godine.

### Televizija
Godine 1980. Jeremy se natjecao u game showu Wheel of Fortune, koristeći svoje pravo prezime, kao Ron Hyatt. Među nagradma koje je osvojio bilo je putovanje u Mazatlán.
Jeremy se pojavio u drugoj sezoni The Surreal Life, tijekom koje je razvio blisko prijateljstvo s Tammy Faye Bakker unatoč njenom pobožnom kršćanstvu i protivljenju pornografiji, te se vratio u franšizu za devetu sezonu The Surreal Life: Fame Games, u kojem je završio na drugom mjestu nakon Traci Bingham u završnici sezone koja se emitirala 25. ožujka 2007. 2005. godine pojavio se u britanskom reality showu The Farm. Jeremy je također napravio kratki kameo u Lewis Black's Root of All Evil, u epizodi "YouTube VS Porn", u kratkom segmentu gdje su ljudima na ulici prikazivali video hardcore pornografije, a Jeremy je jedini bio zgrožen videom.
Jeremy se pojavio u epizodi Robot Chicken, "A Piece of the Action", u kojoj ga je glasom glumio Michael Benyaer. U epizodi on i nekoliko drugih parodiraju The Surreal Life i Gospodar prstenova. Prikazani segment naglašava veličinu njegovog penisa tako što će njegov lik oboriti viteza na konju ne koristeći ništa osim penisa u erekciji. Jeremy se pojavio u epizodi Family Guya iz 2001. godine "Brian Does Hollywood", u kojoj je voditelj na dodjeli nagrada za industriju odraslih u kojoj je Brian Griffin nominiran. Komičarka Kathy Griffin išla je na spoj s njim u trećoj sezoni svog reality showa, Kathy Griffin: Moj život na D-listi. Ron Jeremy također se pojavio u dijelu emisije Tosh.0 od Comedy Centrala.
2003. Jeremy se pojavio u emisiji The Frank Skinner Show i izveo duet ("I Got You Babe") s bivšim ministrom Moom Mowlamom. Jeremy se također pojavio kao gost komentator na kasnonoćnim emisijama vijesti i komedije Fox News Channela pod nazivom Red Eye s Gregom Gutfeldom u 2007. godini. U epizodi Newsradija "Super Karate Monkey Death Car", Jeremyja možete vidjeti kako sjedi u publici na čitanju poezije Jimmyja Jamesa, zajedno s Brianom Posehnom. Jeremy se u Tosh.0 pojavio kao partner posrnule maturantice. Jeremy se pojavio i u gastronomskoj emisiji Anthonyja Bourdaina: Bez rezervacija, kao on sam te u Bourdainovim epizodama "Food Porn" (5. sezona) i "Food Porn 2" (6. sezona). Jeremy se pojavio u emisiji Silent Library u 2010. godini. U emisiji je bio "Misteriozno stvorenje" koje je bilo skriveno ispod plahte u kavezu, a natjecatelj ga je morao hraniti mrkvom dok su mu oči bile povezane.

### Glazba i glazbeni spotovi
Jeremy se pojavio u video zapisima Sublime, Mercury Rev, Moby, Insane Clown Posse, Kid Rock, LMFAO, Everclear, Sam Kinison, Guns N 'Roses, Mad Yellow Sun, Los Umbrellos, XXX Rottweiler Hundar (islandski band), Radioactive Chicken Heads, A Day To Remember, Escape the Fate, Christina Linhardt, Necro, Flight of the Conchords, My Darkest Days, Armin Van Buuren, Loud Luxury, The Meices, i Steel Panther. Uz to, objavio je i rap singl pod nazivom "Freak of the Week" koji je dosegao 95. mjesto na Billboard ljestvici rap-a; za tu priliku je također proizveden glazbeni video. Jeremy je predstavio bostonski ska punk sastav Big D i Kids Table na turneji Vans Warped 2011. i 2013. u Carsonu u Kaliforniji, a pojavio se i u njihovom novom spotu za pjesmu One Day. 2001. godine pojavio se u DVD-u Digitalne poveznice industrijskog / groove metal-a grupe Fear Factory, gdje u dijelu "Digimortal " DVD-a izražava dobrodošlicu gledatelju u "svijet tvornice straha". Godine 2008. brooklynski rap umjetnik Necro angažirao je Rona, Jacka Napiera, Rebecu Linares i nekoliko drugih za spotove "Who's Ya Daddy" i "I Wanna F**k". 2011. godine pojavio se u spotu grupe LMFAO za pjesmu "Sexy And I Know It". 2011. godine pojavio se i na albumu rap grupe "Bankrupt Records" naziva "Double Vision" u skeču "The Ron Jeremy Call".
2012. godine pojavio se u spotu kanadskog rock sastava My Darkest Days za njihovu pjesmu "Casual Sex ". 2013. godine pojavio se u spotu za pjesmu "This Is What Feels Like" poznatog DJ-a Armina van Buurena, kasnije te iste godine pojavio se u parodiji na glazbeni video spot Miley Cyrus "Wrecking Ball" od YouTubera Barta Bakera.

### Videoigre
Jeremy je predstavljen kao lik koji se može igrati u videoigri Celebrity Deathmatch. Njegov lik korišten je u ulozi čarobne vile u igri Leisure Suit Larry: Magna Cum Laude, u kojoj glavnom junaku pomaže i daje savjete. Ron Jeremy također glumi u Bonetownu kao kralj Bonetowna i bog seksa. Jeremy se u videoigri Postal III pojavio 2011. godine kao Raul Chomo, gradonačelnik izmišljenog grada Catharsis u Arizoni.

### Video
Jeremy se pojavio u nizu viralnih video namještaljki za web stranicu za razmjenu videa Heavy.com. Video snimci koji su prikazani uključuju Britney Spears, lonelygirl15, Little Superstar i druge. 2007. godine imao je kameo nastup u videu "Zaplet bombardiranja Panhandlea", u izdanju A Day to Remember. Uz to, Jeremy se pojavio u epizodi Gorgeous Tiny Chicken Machine Showa, pod nazivom "Pamous Movie Star".
U siječnju 2009., Jeremy se pojavio s Davidom Faustinom (Bud Bundy iz serije Bračne Vode) u epizodi Faustinove emisije Star-ving, koja se emitira na Crackleu, kao i emisija Gorgeous Tiny Chicken Machine Show. U lipnju 2009. snimio je još jedan kameo u glazbenom spotu "10 miles wide" od grupe Escape The Fate, zajedno s Dennisom Hofom i drugim glumcima u filmovima za odrasle. U prosincu 2010. Jeremy je glumio u Break.com videu Tron Jeremy, parodiji na film Tron: Legacy. U listopadu 2013. Jeremy se pojavio u parodiji Barta Bakera na spot Wrecking Ball od Miley Cyrus.

### Knjige
Jeremy je objavio svoje memoare pod nazivom Ron Jeremy: Najteži (radni) čovjek u showbizu, u veljači 2007. Knjigu je objavio Harper Collins.

### Poduzetništvo
U lipnju 2009. godine, Jeremy i poslovni partner Paul Smith otvorili su Ron Jeremy's Club Sesso, svingerski noćni klub smješten u financijskoj četvrti u centru Portlanda u državi Oregon. Klub je zatvoren 20. lipnja 2015. zbog pravnih problema s gradom.
Jeremy je također uključen u marketing linije ruma "Ron de Jeremy" kojoj je posudio svoje ime ("ron" je španjolski za "rum"). Televizijski oglasi za rum u kojima se Ron pojavljuje govore da je riječ o rumu "Ron Style".

## Osobni život
Godine 2006. Jeremy je započeo seriju rasprava o pornografiji suprotstavljajući se pastoru Craigu Grossu, osnivaču web stranice za zaštitu od pornografije XXXchurch.com, posjećujući različite američke i kanadske fakultete u sklopu "Turističke rasprave o pornografiji".
29. siječnja 2013. Jeremy se prijavio u medicinski centar Cedars-Sinai nakon što je doživio jake bolove u prsima. Liječnici su mu otkrili aneurizmu na srcu te je sljedeći dan operiran.  Tri tjedna kasnije pušten je iz bolnice.

## Nagrade
- Nagrada AFAA za 1983. za najboljeg sporednog glumca (Suzie Superstar )[45]
- Nagrada AFAA za 1984. – Nagrada za najboljeg sporednog glumca (Sve do kraja )
- Nagrada AVN za 1986. za najboljeg sporednog glumca – film (Candy Stripers II )[46]
- Nagrada AVN za 1991. godinu – najbolji sporedni glumac – video (Playin 'Dirty )
- Nagrada AFWG za 2004. godinu – crossover izvođač godine[47]
- Nagrada FICEB za 2004. godinu za najboljeg glumca (The Magic Sex Genie – međunarodna filmska grupa)[48][49]
- Nagrada FAME za 2006. godinu – omiljeni odrasli glumac[50]